# Radovan Žerjav
Mag. Radovan Žerjav (* 2. prosince 1968 Maribor) je slovinský politik.

## Životopis
Narodil se v Mariboru, absolvoval dvojjazyčnou základní školu v Lendavě, poté přírodovědecky-matematický směr střední školy v Murské Sobotě. Po vojně nastoupil v roce 1988 na Technologickou fakultu Univerzity v Mariboru, kde odpromoval v roce 1993. Pokračoval ve studiu na Univerzitě, titul magistra v oboru chemické technologie získal v roce 2003. Již v roce 1993 začal pracovat ve společnosti Nafta Lendava – nejprve jako technolog rafinace ropy, poté vedoucí technické přípravy výroby a od listopadu 1999 vedoucí vývoje. V únoru 2002 se stal technickým ředitelem společnosti Nafta Petrochem, od ledna 2004 náměstkem ředitele Nafta Lendava pro technickou oblast a od března 2007 byl ředitelem společnosti Nafta Biodizel, která byla zřízena k výrobě bionafty. Obě funkce, tj. náměstka a ředitele, zastával do září 2007, kdy se stal ministrem dopravy v prvním Janšově kabinetu. Neznámého a nezkušeného Žerjava vybral do funkce tehdejší předseda SLS Janez Podobnik, o několik málo dní později byl zvolen do funkce. Formálně v té době stále zastával funkce v Nafta Lendava, k výmazu v příslušných rejstřících došlo až poté, co na situaci, kdy je porušován zákon o boji proti korupci, upozornila média. O několik dní později Žerjav navrhl vládě odvolat vedení DARSu (Družbe za avtoceste v RS). V době, kdy zastával funkci, byly znenadání zavedeny dálniční kupony, což vyvolalo nesouhlas sousedních zemí a evropských automotoklubů, a byl dokončen tunel Šentvid, v němž den po otevření spadla protipožární omítka. Žerjav nabídl rezignaci, ale Janša ji nepřijal. Od května 2009 je Žerjav předseda Slovinské lidové strany. V roce 2008 a 2011 byl zvolen poslancem Státního shromáždění. V únoru 2012 se stal ministrem hospodářského rozvoje a techniky a místopředsedou Janšovy druhé vlády. Po demisi Žerjava v únoru 2013 uvedl Janša na svém Twitteru, že odstoupil nejslabší ministr hospodářství v dějinách Slovinska.